# 板倉卓人
板倉 卓人（いたくら たくと、1948年1月2日 - ）は、NHKの元アナウンサー。

## 略歴
東京都新宿区出身。都立青山高等学校、早稲田大学を卒業し1971年に入局。初任地は松江。

## 人物
- 1999年、名古屋放送局から松山放送局に異動。
- 愛媛県の風土と人情に魅了され、松山市に家を建ててこの地を終の棲家にすることを決めた。
- 松山放送局を最後に定年となって嘱託として勤務していたが、2013年度からはシニアスタッフとして引き続きニュースを担当。2015年に掛川雅夫がシニアスタッフとなって以降はラジオを中心に出演している。
- 趣味は俳句、将棋。アナウンサー時代は趣味を活かした番組を担当していた[2]。

## 現在の担当番組
- 愛媛県・四国地方のラジオニュース

## 過去の担当番組
- FMリクエストアワー
- あおもり630
- 各種将棋戦中継
- 俳句王国